# 陳亜貴
陳 亜貴（ちん あき、Chen Yagui、? - 1850年）、清末の天地会の蜂起の指導者。チワン族。
広西省武宣東郷出身。1846年から潯江で反清闘争を進行させていたが、1848年に数千人の民衆を率いて東郷で挙兵し、賓州・桂平を攻撃した。1849年には茘浦を陥落させたが、清軍に奪回されると柳州に転進して戦闘を継続した。1850年になると勢力は柳州・南寧・潯州一帯に拡大したが、清朝の派遣した広西提督向栄の攻撃を受け、桂平の羅淥山に撤退した。後に桂平知県の李孟群に捕えられ処刑された。